# Етнопоетика
Етнопоетика — це метод запису текстових версій усної поезії чи оповідних виступів (тобто словесних знань), у якому використовуються поетичні рядки, вірші та строфи (замість прозових абзаців), щоб зафіксувати формальні, поетичні елементи виконання, які інакше були б втрачені в письмовій формі тексту. Мета будь-якого етнопоетичного тексту — показати, як техніки унікальних усних виконавців підвищують естетичну цінність їхніх виступів у їхніх специфічних культурних контекстах. Основні внески до етнопоетичної теорії включають Джерома Ротенберга, Денніса Тедлока та Делла Хаймса. Етнопоетика вважається підрозділом етнології, антропології, фольклористики, стилістики, лінгвістики, літературознавства та перекладознавства.

## Потреба в етнопоетиці: Ротенберг
Джером Ротенберг ввів термін етнопоетика в 1960-х роках. За словами Кетрін С. Квік, Ротенберг визнав, що «більшість перекладів індіанських усних традицій . . . не вдалося передати силу й красу усних виступів на письмовій сторінці», особливо коли «західні поетичні стилі» були нав’язані цим письмовим текстам (1999, 96). Вплив Ротенберга підвищив обізнаність громадськості про багаті наративні та поетичні традиції культур у всьому світі.

## Етнопоетична теорія: Тедлок і Хаймс
Етнопоетика як окремий напрям дослідження почала активно розвиватися з середини 20 століття завдяки зусиллям антропологів і лінгвістів, зокрема Денніса Тедлока та Делла Хаймса. Їхній етнопоетичний аналіз спрямований на те, щоб розкрити та належно оцінити художнє багатство усної творчості корінних народів Америки. Незважаючи на деякі розбіжності в аналітичних підходах, вони поділяють основні принципи та цілі етнопоетики як засобу глибшого розуміння словесного мистецтва різних культур.

### Денніс Тедлок
З одного боку, Денніс Тедлок стверджує не тільки, що паузи в усних виступах вказують на те, де мають відбуватися поетичні розриви рядків у письмових текстах, які він порівнює з музичними партитурами, але й те, що слова на сторінці мають бути відформатовані, щоб відображати більш тонкі якості мови, які використовуються в усних виступах. Тедлок пояснює свою точку зору таким чином,
Етнопоетична партитура [або текст] враховує не лише слова, але й тишу, зміни гучності та тону голосу, створення звукових ефектів, використання жестів і реквізиту. . . Етнопоетика залишається відкритою для творчої сторони перформансу, цінуючи риси, які можуть бути рідкісними або навіть унікальними для конкретного виконавця чи випадку.
Іншими словами, Тедлок стверджує, що, візуально представляючи особливості усного виконання в письмових текстах, етнопоетичні методи точніше передають естетичні якості виконання, ніж будь-коли міг би однорідно відформатований текст у прозових абзацах. Сам Тедлок визначає етнопоетику як «децентровану поетику, спробу почути й прочитати поезію далеких інших, поза західною [поетичною] традицією, якою ми її знаємо зараз."

### Dell Hymes
З іншого боку, Делл Гаймс вважає, що навіть раніше продиктовані тексти зберігають значні структурні моделі поетичного повторення, які «є «причиною», чому» оповідачі використовують паузи в своїх усних виступах (1999, 97–98). Етнопоетичні теорії Гаймса зосереджені на повтореннях у граматиці та синтаксисі транскрибованих і перекладених текстів, які, як він припускає, все ще можуть бути проаналізовані та повторно перекладені. Наприклад, згідно з фольклористом Барре Тоелкеном, поетичну красу та силу індіанських текстів, як-от «Міф про сонце», було відновлено «оскільки відданий антропологічний фольклорист і лінгвіст Делл Хаймс присвятив значну частину свого життя відновленню сухого, письмовий текст зібраний . . . давно померлим антропологом [тобто Францем Боасом] і зберігається в запилених томах» (2003, 122). Коли Гаймс переклав «Міф Сонця», він відновив поетичні та стилістичні прийоми, які використовувалися в оригінальному записаному виконанні, але які були втрачені в попередньому перекладі міфу Францем Боасом.
Етнопоетика Хаймса обертається навколо концепції наративів як в основному організованих у термінах формальних та естетичних — «поетичних» — моделей, а не в термінах змісту чи тематичних моделей. . . Отже, наратив слід розглядати як форму дії, виконання, а значення, які він породжує, є ефектами виконання. З цієї точки зору наративи організовані рядками та групами рядків (віршів, строф), а організація рядків у наративах є різновидом імпліцитного шаблону, який створює ефект оповіді. . . Іншими словами, зміст є наслідком формальної організації оповіді: те, що має бути розказано, випливає з того, як це розповідається. (Blommaert 2007, 216)
Також розуміння рідної мови усних виконавців є необхідним для точного, етнопоетичного перекладу їхніх слів у письмові тексти. Наприклад, фольклорист Барре Тоелкен пояснює, що «знання Гаймса існуючих чінуканських мов» допомогло йому «помітити стилістичні прийоми, які підкреслювали певні дії та теми, і навіть стилі виконання, які акцентували сцени» (2003, 122). Іншими словами, без знання рідної мови усних виконавців Гаймс не міг би помістити свій етнопоетичний переклад «Міфу Сонця» в його специфічний індіанський культурний контекст.

## Етнопоетика: естетичний рух чи наукова дисципліна?
Можна сказати, що багато інших письменників і поетів зробили внесок у сферу етнопоетики як естетичного руху. Наприклад, Трістан Тцара створив каліграми, а Вільям Брайт працював із племенем карук, щоб зберегти їхню рідну мову. Однак у галузях лінгвістики, фольклористики та антропології етнопоетика відноситься до певного методу аналізу мовних особливостей і синтаксичних структур усної словесності (такої як поезія, міфи, оповідання, народні казки, урочисті промови тощо) способами, які звертають увагу на поетичні моделі в мовленні. Таким чином, загалом етнопоетичні методи та теорії прагнуть зафіксувати на письмовій сторінці унікальні естетичні елементи усної поезії окремих культур і традицій виконання оповідей, або те, що фольклористи назвали б їхніми словесними знаннями. Класицист Стів Ріс намагався уявити, як фольклористи, такі як Денніс Тедлок чи Елізабет Файн, якщо їх перевезти на святковий вечір у восьмому столітті до нашої ери в Іонії, де Гомер виконував версію «Одіссеї», транскрибували б це усне виконання в текстову форму. Ця вправа не зовсім гіпотетична: «Одіссея» Гомера, зрештою, була записана в якийсь момент історії; інакше б не вижило.

### Додаткові ресурси
- Хаймс, Делл Х. 1981. «Даремно я намагався вам сказати»: есе з індіанської етнопоетики . Дослідження індіанської літератури 1. Публікації Університету Пенсільванії з поведінки та спілкування. Філадельфія: University of Pennsylvania Press.
- Хаймс, Делл Х. 2003. Тепер знаю лише поки: Нариси з етнопоетики . Lincoln: University of Nebraska Press.ISBN 0-8032-2407-9ISBN 0-8032-2407-9 (hbk);ISBN 0-8032-7335-5 (пбк).
- Тедлок, Денніс. 1972 рік. Пошук центру: оповідна поезія індіанців зуні. Нью-Йорк: Dial Press.
- Тедлок, Денніс. 1983 рік. Усне слово та робота перекладу. Філадельфія: University of Pennsylvania Press.ISBN 0-8122-7880-1ISBN 0-8122-7880-1 .
- Тедлок, Денніс. 1999 рік. Пошук центру: Мистецтво казкаря зуні (друге видання). Lincoln: University of Nebraska Press.ISBN 0-8032-4439-8ISBN 0-8032-4439-8 .

## Зовнішні посилання
- Етнопоетика, проф. Денніс Тедлок
- Етнопоетика в міленіумі, Джером Ротенберг, 5 травня 1999 р.
- Вибране з Alcheringa, формат pdf
- Ubuweb, вичерпна, досить корисна онлайн-антологія поетів, віршів, маніфестів, творів, матеріалів і всього, що стосується етнопоетики.
- Клас Джерома Ротенберга з етнопоетики та перформансу, mp3u
- етнопоетика нова і стар

Шаблон:Cultural Conservation-Restoration